# Reinaldo Vicente Simão
Reinaldo Vicente Simão ou simplesmente Simão (Barretos, 23 de outubro de 1968) é um ex-futebolista brasileiro, que atuava como volante.
Ganhou a Bola de Prata da Placar como melhor volante do Campeonato Brasileiro de 2001.

## Carreira
Foi campeão da Copa São Paulo de Juniores em 1988 pelo Nacional. Após este destaque, foi contratado pelo Juventude.
No segundo semestre de 1990, foi contratado pelo Internacional. Estreou no clube em 11 de agosto de 1990, em um amistoso contra o Araranguá. Pelo clube, foi Bicampeão gaúcho entre os anos de 1991 e 1992 e vencedor da Copa do Brasil de 1992.
Estreou no Corinthians em 25 de setembro de 1993. Em seu primeiro jogo pelo Timão, o Corinthians empatou com o Bragantino em 0 a 0, em partida válida pelo Campeonato Brasileiro de 1993. Seu o único gol feito pelo clube foi em outubro de 1993, pelo Campeonato Brasileiro, no Pacaembu, na vitória de 1 a 0 contra o São Paulo. Fez 10 jogos pelo clube.
Em 1994, foi contratado pela Portuguesa.
No início de 2001, foi contratado pelo São Caetano. Se destacou no Campeonato Brasileiro daquele ano, onde foi vice-campeão e vencedor da Bola de Prata, como um dos melhores jogadores do Campeonato. Após 2 jogos em 2002, deixou o clube no final de janeiro, quando acertou com o Fenerbace, da Turquia.
No segundo semestre de 2002, se transferiu para o Ankaragücü, também da Turquia.
No segundo semestre de 2003, foi contratado pelo Goiás.
Após se aposentar, trabalhou nas categorias de base do Barretos Esporte Clube.
Em 2016, foi selecionado pela Prefeitura de Barretos para conduzir a tocha dos Jogos Rio 2016 durante o percurso na cidade.

## Títulos
Internacional
- Campeonato Gaúcho: 1991 e 1992
- Copa do Brasil: 1992